# Добшинський потік
Добшинський потік (словац. Dobšinský potok) — річка в Словаччині, права притока Сланої, протікає в окрузі Рожнява.
Довжина — 15,5 км; площа водозбору 57 км². Витік знаходиться в масиві Столицькі-Врхи — на висоті 1220 метрів. Протікає територією міста Добшина.
Впадає в Слану на висоті 419 метрів. 